# بییائلس د بالدابیا
بییائلس د بالدابیا (به اسپانیایی: Villaeles de Valdavia) یک شهرستان در اسپانیا است که در استان پالنسیا واقع شده‌است.

## خصوصیات
بییائلس د بالدابیا ۲۰ کیلومترمربع مساحت و ۷۴ نفر جمعیت دارد.